# リートシュタット
リートシュタット (ドイツ語: Riedstadt) は、ドイツ連邦共和国ヘッセン州グロース＝ゲーラウ郡の市である。面積約 73.76 km2 で、同郡で最も広い市である。

## 地理

### 位置
リートシュタットは、フランクフルト・アム・マイン、ダルムシュタット、ヴィースバーデン、マインツ、マンハイムといった大都市に近いながら田舎風の構造を保っている街である。この街はその名が示す通り、ヘッシシェス・リート地方に位置する。本市は、環境に優しい企業の立地を促進している。
本市周辺の近郊型保養地としては、キューコプフ、リートゼー・レーハイム、さらにはベルクシュトラーセ、オーデンヴァルト、タウヌス山地がある。

### 隣接する市町村
リートシュタットは、北はトレーブールおよびグロース＝ゲーラウ（ともにグロース＝ゲーラウ郡）、東はグリースハイムおよびプフングシュタット（ともにダルムシュタット＝ディーブルク郡）、南はゲルンスハイム、ビーベスハイム・アム・ラインおよびシュトックシュタット・アム・マイン（いずれもグロース＝ゲーラウ郡）、西はルートヴィヒスヘーエ、ディーンハイムおよびオッペンハイム（ラインラント＝プファルツ州マインツ＝ビンゲン郡）と境を接している。

### 市の構成
リートシュタットは、ゴッデラウ、クルムシュタット、エルフェルデン、レーハイム、ヴォルフスケーレンの各市区からなる。

## 歴史

### 町村合併
ヘッセン州の地域再編に伴い、1977年1月1日に、それまで独立した自治体であったゴッデラウ＝ヴォルフスケール（1973年7月1日にゴッデラウとヴォルフスケールとが自主的に合併して成立していた複合自治体）とエルフェルデン、クルムシュタット、レーハイムが合併し、新しい自治体リートシュタットが成立した。2007年1月17日にヘッセン州内務省はリートシュタットに都市権を与えた。本市は、ヘッセン州で最後に「市」に昇格した自治体である（2013年現在）。

## 行政

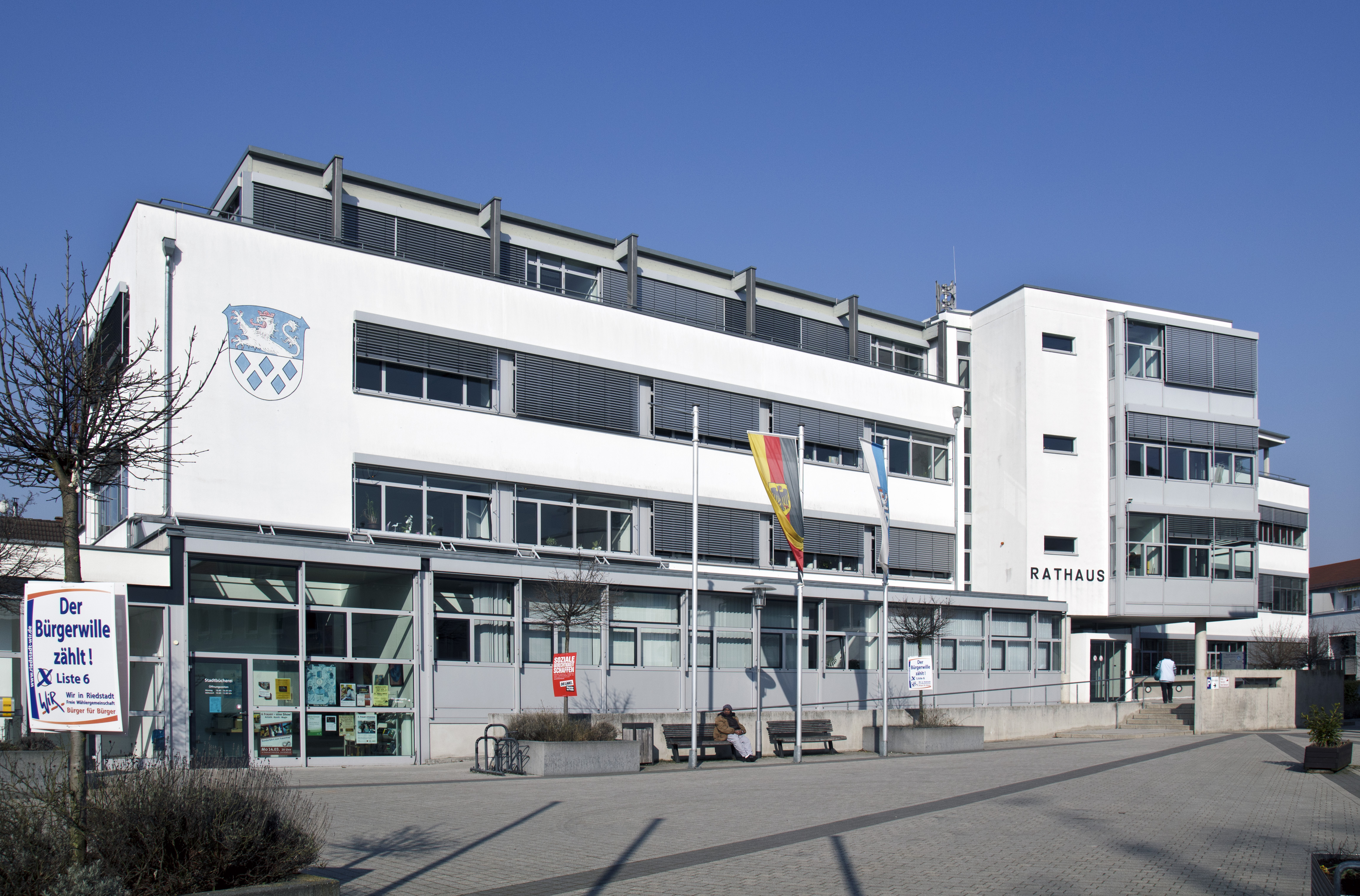
リートシュタット市役所

### 首長
1993年から首長を務めていたゲラルト・クンマー (SPD) は、2005年の選挙で再選された。その任期満了後は、2011年1月23日の選挙で選出されたヴェルナー・アーメント（無所属）が市長を務めた。その後は2016年11月27日の市長選挙決選投票でマルクス・クレッチュマン (CDU) が選出された。彼は2017年4月に新しい市長に就任した。

### 議会
リートシュタットの市議会は、37議席からなる。

### 姉妹都市
- ブリエンヌ＝ル＝シャトー（フランス、オーブ県）1979年
- ソルティーノ（イタリア、シチリア州）
- タウラゲ（リトアニア、タウラゲ郡）

## 経済と社会資本

### 交通
本市には、1869年に開通したリート鉄道のリートシュタット＝ゴッデラウ駅がある。この駅には、レギオナルバーンと Sバーンの列車が発着する。この他に、リートシュタット＝ヴォルフスケール駅（旧レーハイム＝ヴォルフスケール駅）がある。同じ1869年に開通したゴッデラウ＝エルフェルデン - ダルムシュタット中央駅線にヴォルフスケール駅があったが、1975年に全線が廃止となった。

## 人物

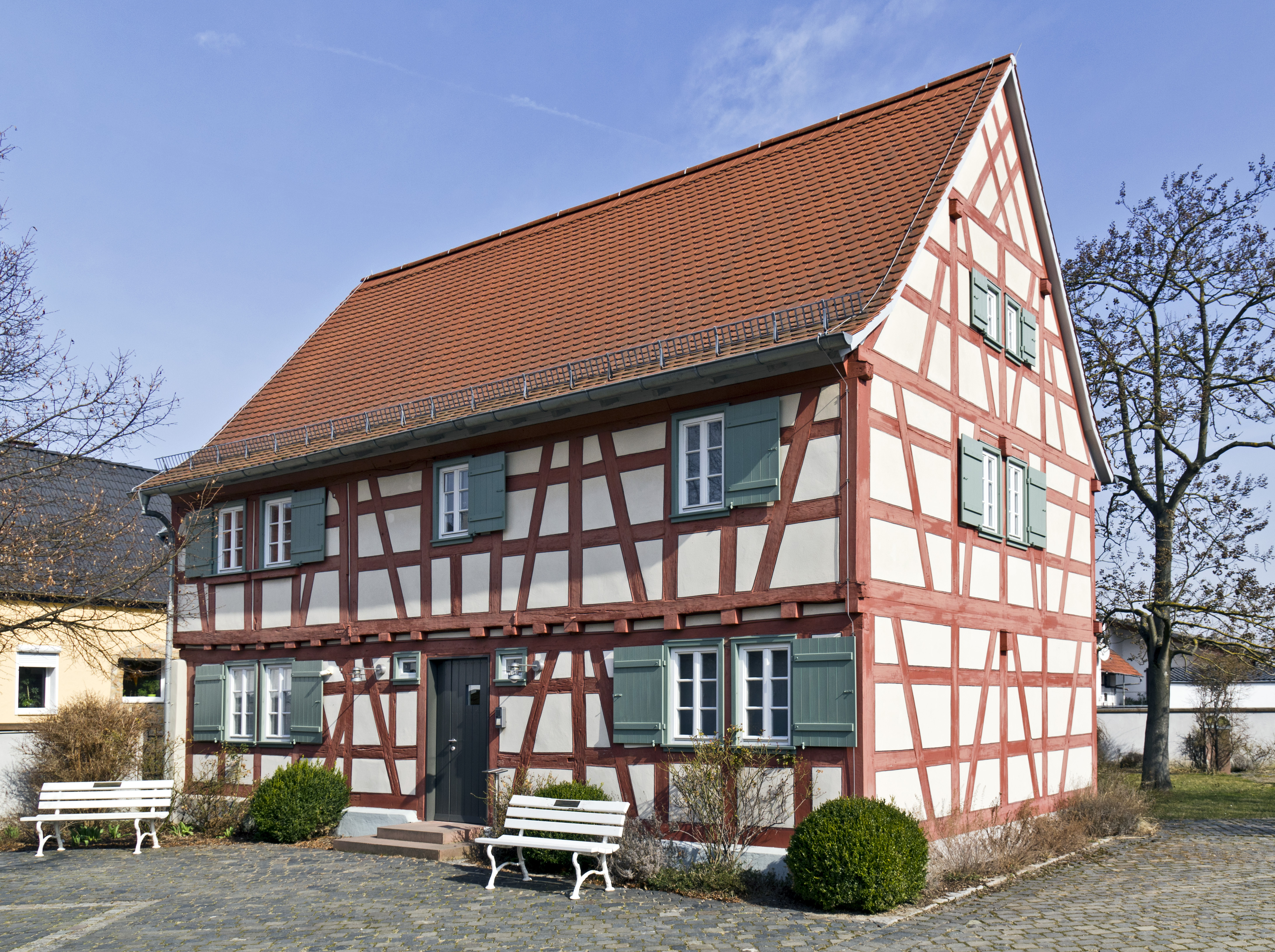
ゴッデラウ市区に遺るビュヒナーの生家

### 出身者
- ゲオルク・ビュヒナー（1813年 - 1837年）作家、自然科学者、革命運動家

## 引用
1. ↑  Hessisches Statistisches Landesamt: Bevölkerung in Hessen am 31.12.2023 (Landkreise, kreisfreie Städte und Gemeinden, Einwohnerzahlen auf Grundlage des Zensus 2011)]
2. ↑  Gerstenmeier, K.-H. (1977): Hessen. Gemeinden und Landkreise nach der Gebietsreform. Eine Dokumentation. Melsungen. p. 257
3. ↑  Gebietsänderungen vom 01.01. - 31.12.2007 連邦統計局 (Excel-file)（2013年5月18日 閲覧）
4. ↑  Werner Amend wird neuer Bürgermeister, Echo online 2011年1月23日付け（2013年5月18日 閲覧）
5. ↑  リートシュタット市長選挙結果、ヘッセン州統計局（2013年5月18日 閲覧）
6. ↑  “Bürgermeisterwahl in Riedstadt, Stadt (Stichwahl) am 27.11.2016”. 2021年8月10日閲覧。
7. ↑  2011年3月27日の市議会議員選挙結果、ヘッセン州統計局（2013年5月18日 閲覧）